# Паровоз ТО
Паровоз ТО (Трофейный, близкий по мощности и характеристикам паровозам серии О) — серия немецких паровозов, попавших в СССР перед и во время Великой Отечественной войны. Паровоз представляет собой немецкую серию BR 56, адаптированную для эксплуатации на колее 1524 мм и в соответствии с требованиями НКПС СССР.

## История появления паровоза

### Постройка
Паровозы с осевой формулой 1-4-0 строились в Германии как продолжение серии 55 с формулой 0-4-0. Впервые данная серия появилась на железных дорогах Пруссии и Эльзас-Лотарингии в начале XX века. Серия 562-8 является модернизацией серии 5526-55, и наиболее существенным внешним отличием является бегунковая ось, которая позволила снизить осевую нагрузку, а также улучшить прохождение кривых и стрелок малого радиуса.

### Появление в СССР
Паровозы оказались в ведении НКПС следующими путями:
- в результате присоединения в 1939 году к СССР Западной Украины и Западной Беларуси. Это были, в основном, румынские паровозы серии 140, полностью аналогичные немецкой серии 56.
- как военные трофеи в ходе ВОВ. Следует отметить, что трофейных паровозов немецкой серии 52 (ТЭ) в качестве трофеев было захвачено значительно больше ввиду большего использования из-за их большей мощности и приспособленности к боевым действиям.
- в качестве репараций — таким образом поступило около 60 локомотивов. Всего же, по разным оценкам, в СССР попало около 400 паровозов серии 56.

### Эксплуатация
Регистрация в списках НКПС трофейных машин началась с 1943 года, а в 1952 году, согласно приказу МПС от 23 августа, паровозам была присвоена официальная серия «ТО».
Эксплуатация локомотивов продолжалась до 1968 года. В то время, как паровозы серии 52/ТЭ показали себя довольно успешно в эксплуатации, серия ТО вызывала ряд нареканий, в особенности из-за небольшой мощности и устаревшей конструкции. В то же время к надежности и удобству управления машиной у локомотивных бригад и ремонтников вопросов не было.

### Адаптация локомотивов
При переводе паровозов на колею 1524 мм вносились следующие несущественные изменения:
- Устанавливался прожектор по типу ставившихся на советские локомотивы
- Световой фонарь на крыше кабины
- Уменьшенная дверца дымовой коробки
- Пожарный ящик